# 리사 머카우스키
리사 앤 머카우스키(영어: Lisa Ann Murkowski, 1957년 10월 6일 ~ )는 미국 공화당 소속의 알래스카 준주 태생 정치인이다. 2002년 전임 의원이자 아버지인 프랭크 머카우스키의 후임으로 지금의 자리에 앉았다.

## 역대 선거 결과
| 선거명      | 직책명                         | 대수  | 정당   | 득표율 | 득표수    | 결과 | 당락                     |
| ----------- | ------------------------------ | ----- | ------ | ------ | --------- | ---- | ------------------------ |
| 1998년 선거 | 하원의원 (알래스카 제14선거구) | 21대  | 공화당 | 96.54% | 2,676표   | 1위  | 알래스카 주의원 당선     |
| 2000년 선거 | 하원의원 (알래스카 제14선거구) | 22대  | 공화당 | 96.35% | 3,828표   | 1위  | 알래스카 주의원 당선     |
| 2002년 선거 | 하원의원 (알래스카 제14선거구) | 23대  | 공화당 | 93.27% | 2,231표   | 1위  | 알래스카 주의원 당선     |
| 2004년 선거 | 상원의원 (알래스카 제3부)      | 109대 | 공화당 | 48.58% | 149,773표 | 1위  | 알래스카주 상원의원 당선 |
| 2010년 선거 | 상원의원 (알래스카 제3부)      | 112대 | 공화당 | 39.26% | 101,091표 | 1위  | [ 1 ]                    |
| 2016년 선거 | 상원의원 (알래스카 제3부)      | 115대 | 공화당 | 44.36% | 138,149표 | 1위  | 알래스카주 상원의원 당선 |
| 2022년 선거 | 상원의원 (알래스카 제3부)      | 118대 | 공화당 | 53.69% | 135,972표 | 1위  | 알래스카주 상원의원 당선 |